# Dagmar Kersten
Dagmar Kersten (n. 28 octombrie 1970, Altdöbern, Brandenburg, Germania) este o gimnastă artistică ce a reprezentat Republica Democrată Germană, medaliată olimpică. A participat la o ediție a Jocurilor Olimpice (1988) în care a câștigat o medalie de argint și o medalie de bronz.